# Phrynosoma asio
El lagarto cornudo gigante o gran lagarto cornudo (Phrynosoma asio) es una especie de saurio Phrynosomatidae que es endémico de la costa Pacífica del sur de México, la Depresión del Balsas, la Depresión Central de Chiapas y el oeste de Guatemala. Se trata de la especie de lagartos cornudos (género Phrynosoma)de mayor extensión desde la punta de su hocico hasta la de su cola, siendo también el más delgado. Como todos los reptiles, esta especie es de sangre fría, por lo que depende de la temperatura del medio ambiente para desarrollar múltiples procesos biológicos (como, por ejemplo, la digestión de los pequeños artrópodos que caza y devora).  Toda su fisiología y apariencia muestran a un animal que se ha adaptado a las extremas condiciones de vida que imperan en el bioma del desierto. Las grandes espinas que se distribuyen por su lomo y flancos no son otra cosa que escamas que evolutivamente se han modificado, en tanto que las que se encuentran por sobre su cráneo son verdaderos cuernos.

## Alimentación
Este reptil se alimenta principalmente de hormigas rojas, sin embargo ocasionalmente se alimenta de otros tipos de insectos como palomillas y grillos.

## Comportamiento
Suelen eludir a sus depredadores (el perro y el coyote) huyendo, sin embargo cuando no son lo suficientemente veloces para escapar arrojan sangre en forma de chorro,  a través de una glándula en los lagrimales,  esta sustancia cuenta con una muy mala fragancia y sabor, por lo que es muy efectiva ahuyentando a los depredadores. Es inusual que este comportamiento se repita en presencia del hombre, aunque algunos especímenes lo hacen cuando se sienten amenazados. Usualmente se refugian entre arbustos, piedras y troncos, aunque en búsqueda de protección esta especie se suele enterrar (con el fin de conciliar el sueño y alejarse de los depredadores), si las condiciones del suelo son las adecuadas. Alcanzan más de los tres años de edad antes de perecer.

## Reproducción
Es de los pocos reptiles que son vivíparos, en cada camada suelen llegar a nacer entre 8-20 crías y pueden vivir en cautiverio hasta 20 años.